# Вей (Чжаньґо)
Царство Вей — держава на території сучасного Китаю. Існувала в період Чжаньґо. Утворилася в 403 році до н. е. внаслідок розпаду царства Цзінь. Тривалий час боролося за Велику Рівнину з царством Цінь. Зрештою зазнала поразки і була захоплена останньою у 223 році до н. е.

## Історія

### Заснування
Спочатку Вей являло собою феодальне володіння родини Вей. З часом останні отримали почесний титул цзі (на кшталт виконата), що відбивала посилення впливу Вей в царстві Цзінь, а також розширення володінь. У 454 році до н. е. Вей разом з хоу Хань приєдналося проти клану Чжао. Проте зрештою у 453 році до н. е. виступило проти Чжи, яке зазнало нищівної поразки. В результаті царство Цзінь опинилося фактично поділеним між Вей та її союзниками Чжао і Хань. Правитель Вей Хуань-цзі отримав титул нань (на кшталт графа).
Протягом 50 років відбувається посилення Вей. Втім лише у 403 році до н. е. володар Вень отримує титул чжухоу (на кшталт маркіза). З цього часу держава Вей фактично стала незалежною, лише номінально визнаючи владу вана царства Цзінь. Невдовзі Вей захопило ініціативу, хоча ще діяло в союзі з Чжао і Хань, за інерцією після розпаду Цзінь, а також через їх загальне бажання не допустити інші царства на перспективні аграрні землі Великих Рівнин.
Основним напрямком територіальної експансії стало захоплення колишніх цзінських земель — долини річок Феньшуй і Лошуй. Особливе значення надавалося зміцненню найважливішого стратегічного пункту у місця впадання в Хуанхе р. Феньшуй, прикордонного форпосту — міста Шаоляна, а також Сінцю. У 401 році до н. е. був відбито напад царства Цзінь. У 391 році до н. е. в союзі з Чжао і Хань завдало поразки царству Чу. Потім захопило у царства Сун місто Далян на Хуанхе та область навколо нього.

### Піднесення
У 386 році до н. е. починаються конфлікти з царством Чжао, де володар У-хоу намагався посадити свого претендента. У 385 році до н. е. зміцнюється столиця Вей — місто Ан'ї, а також місто Ваньюань, що розташовувався в верхів'ях східного притоку Хуанхе — річки Сушуй. Того ж року захоплено частину земель царства Цінь на захід від Хуанхе.
У 376 році до н. е. Вей остаточно виокремилося з царства Цзінь. Після смерті У-хоу 370 року до н. е. в Вей почалася криза — його сини вступили в боротьбу за престол. Зрештою переміг Хуей, який прийняв титул вана (на кшталт царя).
У 369 році до н. е. скориставшись послабленням Вей внаслідок внутрішньої боротьби, правителі Хань і Чжао переселили вана Цзінь до міста Туньлю, розташованого в землях царства Чжао. Це значно послабило позиції Вей, володар якого вважав себе прямим спадкоємцем Цзінь. Внаслідок цього посилився конфлікт з Хань і Чжао. Водночас відновилися війни з царством Цінь. У 363—362 роках до н. е. Хуей-ван зумів завдати поразки війську останнього, зберігши владу над важливим містом Шаолян.
У 361 році до н. е. проти Вей виступила коаліція царств Хань, Чжао і Цінь. У цих умовах ван Вей наказав побудувати довгу захисну стіну, яка тягнулася від земель Хань уздовж берега річки Лошуй, і далі на північ, до області Шанцзюнь, що належала Вей. Після цього вейський володар продовжив активну завойовницьку політику. У 357 році до н. е. армія Вей прорвалася в долину річки Вейхе і захопила цінські міста Чжидао і Чженлу, які розташовувалися на південь від ціньської столиці, створивши тим самим плацдарм для її захоплення.

### Війни з Цінь
У 354 році до н. е. почалася нова війна з Цінь. Військо останньої зайняло місто Шаолян, після чого відразу рушила на схід. Цінське військо під керівництвом Вей Яна оточила вейську столицю Ан'ї і змусила її до здачі. Але невдовзі війська Вей повернуло свою столицю. Але вейський ван втратив межиріччя річок Феньшуй і Сушуй.
У 340 році до н. е. столиця царства Вей була перенесена на схід в самий центр Великої Рівнини — до міста Далян. Водночас почався пошук союзників проти Цінь, Чжао і Хань. У 335 році до н. е. укладено військово-політичний союз з царством Ці.
У 330 році до н. е. почалася нова війна з Цінь. Війська останньої оточили вейські міста Цзяо і Цюйво, які займали вигідні позиції на західному кордоні Вей в місці виходу річки Хуанхе з ущелини Саньменься, що були воротами при виході на Велику Рівнину. Щоб зберегти за собою Цзяо, володарю Вей — Хуей-вану — довелося віддати Цінь частину вейських земель на захід від Хуанхе. Але в 329 році до н. е. цінська армія почала нову війну проти Вей, захопивши міста Піши, що у низов'ях річки Феньшуй, і місто Цзяо. Тим самим були зайняті землі колишнього царства Цзінь від П-подібного вигину Хуанхе до витоків Феньшуй.
У 328 році до н. е. почалася чергова війна з Цінь. Ворог взяв в облогу місто Пуян, розташований на північ по річки Феньшуй. Пуян та область навколо, що було важливим аграрним регіоном, було втрачено. Місто Пуян було повернено Вей, але відрізано від основних територій царства землями, захопленими Цінь раніше, тим самим становище Вей тут було слабким.
327 року до н. е. Цінь в обмін на гарантії безпеки Пуяна і повернення Цзяо і Цюйво, отримало від Вей землі верхньої області Шанцзюнь з містом Шаолян, який цінці перейменували в Сяян.
У 322 році до н. е. почалася нова війна з Цінь. Вей втратило міста міста Цюйво і Пінчжоу (басейн середньої течії річки Феньхе). Саме в цей час сяном (першим міністром) у Вей став Чжан І, що прибув з Цінь, який всіляко намагався схилити вейського володаря Хуей-вана до підпорядкування Цінь, але той відмовився.
У 318 році до н. е. новим володар Сян-ван вступив в союз з царствами Хань, Чжао, Янь і Ці, а також племенами сюнну. Втім військова кампанія проти царства Цінь не дала вагомого успіху. У 315 році вейці звели укріплення навколо міста Сян (на захід від русла річки Шаошуй), зміцнюючи свої кордони перед новою війною з Цінь. Це було місто, розташований значно східніше колишніх рубежів оборони. У 314 році до н. е. Цінь знову напало на місто Цюйво, але Вей відбило напад. Але остаточно втрачено місто Цзяо.
У 307 році до н. е. почалася війна з Цінь. війська останнього взяло в облогу місто Піши. Цього разу спроба взяти місто виявилася невдалою. У 303 році до н. е. ціньці, продовжуючи планомірно поглинати землі Вей, захопили місто Пуфань, але у в 302 році до н. е. повернули його.
298 року Вей в союзі з Ці та Хань завдало поразки Цінь у битві при Ханьгу (західніше міста Цюйво). У 296 році до н. е. в союзі з царствами Ці, Хань, Чжао, Сун і Чжуншань завдали поразки царству Цінь. Внаслідок чого Аньсі-ван повернув собі східну ділянки П-подібного вигину річки Хуанхе.
З середини 290-х років до н. е. зовнішня політика Вей носила пасивний характер і слідувала за інтересами своїх сусідів, насамперед Цінь. У 295 році до н. е. війська Вей зазнали поразки у війні з Цінь. У 293 році спільно з царствами Хань і Чжоу атакувало землі Цінь, але зазнало поразки. Після цього царство Вей остаточно втратило провідне становище на Великій Рівнині.
У 292—289 роках до н. е. точилися чергові бойові дії з військами царства Цінь. У результаті вейський ван втратив місто Юань, що розташовувалося в основі східного частину П-подібного вигину Хуанхе. Зрештою втрачено землі на схід від Хуанхе.
У 287 році Вей втратило міста Сіньюань (в основі хідного відрізка П-образного вигину Хуанхе) і Цюйян (біля витоку річки Цзішен). У 286 році до н. е. цінські війська атакували район на північ від річки Хуанхе, який називався Хеней. Незабаром було втрачено місто Ан'ї.
У 283 році до н. е. ситуація для Вей стала критичною. Цінські війська дійшли до столиці міста Далян. Такий розвиток подій занепокоїло інші царства, і на допомогу Вей прийшли північні сусіди по Великій Рівнині — царства Янь і Чжао, змусивши армію Цінь відступити.
У 276 році до н. е. відбувся новий напад Цінь на царство Вей, яке втратило 4 міста на Великій Рівнині. 275 року до н. е. ворог знову досяг столиці Далян. В союзі з Хань володар Аньсі-ван відбив напад. Але в подальшому Цінь поступово захоплювало повіти Вей. У 274 році війська Вей і Чжао зазнали поразки від Цінь у битві при місті Хуаян. В результаті Вей віддало місто Наньян, що розташовувався на захід від впадання р. Шаошуй в Хуанхе.

### Занепад
У 273 році до н. е. почалася війна між Чжао і Вей та Цінь і Хань. В результаті поразки Аньсі-ван вимушений був визнати зверхність Цінь. В результаті на деякий час припинилися вторгнення Цінь в межі Вей. Втім у 254 році до н. е. цінські війська вдерлися до Вей, внаслідок чого втрачено місто Учен.
До 250 року до н. е., кордони цінських земель простягалися до столиці Вей — Далян. У 247 році до н. е. вейських царевич У-цзі очолив війська коаліції п'яти царств (Янь, Чжао, Хань, Вей і Чу) в наступі на Цінь. Це була остання спроба зібрати з'єднані сили для боротьби проти Цінь. Союзна армія завдала поразки цінським військам в районі Хевай, але це не змогло змінити військово-політичне становище. Роль Вей поступово звелася до бар'єра між Цінь і іншими царствами.
У 242 році до н. е. цінські війська захопили у Вей 12 міст на Великій Рівнині, зокрема Суаньцзао, Янь, Сюй, Чанпін, Юнцю і Шанья. З цих земель пізніше буде утворений округ Дунцзюнь. У 241 році до н. е., намагаючись чинити опір, Вей вступало в коаліції з Хань, Чжао, потім з Чу. Втім, захоплення вейських міст із боку Цінь тривав: 240 році до н. е. було втрачено місто Цзі, 238 роцку до н. е. — міста Юань, Пуян і Янь.
У 236 році до н. е. почалася нова війна з Цінь, яке атакувало Вей. Одна армія ворога дійшла до Е (крайня північна точка вейських земель в середній течії притоки Хуанхе — річки Чжанши), а інша — області Тайюань, охопивши практично всю територію Вей.
У 225 році до н. е. цінські війська затопили Далян і взяли в полон Цзя-вана. Землі царства були включені до складу Цінь.

## Територія
Спочатку займало землі межиріччя річки Лошуй і східного відрізка П-подібного вигину Хуанхе, басейнів річок Сушуй, нижньої Феньшуй. В подальшому її володіння звужувалися і проходили через землі нижньої течії Шаошуй, потім поширювалися на землі уздовж русла Хуанхе, нижньої Лошуй і приток верхньої Іншуй на півдні і до річки Чжанши на півночі. Столиця Ан'ї розташовувалася у верхів'ях східного притоку річки Хуанхе — річки Сушуй. Потім столицю перенесено до міста Далян (в подальшому це місто було столицею декількох держав об'єднаного Китаю під назвою Кайфен).

## Економіка
Було одне з економічно потужних держав Стародавнього Китаю. Основу становило землеробство і ремісництво. Область навколо першої столиці царства — Ан'ї — був багатий природними ресурсами, а сам Ан'ї був великим ремісничим містом. Також перша столиця царства була відома як один з основних постачальників харчової солі. Царство було багате на поклади металевих руд, особливо заліза.
У 400—398 роках до н. е. була введена ефективна система стягування податків з власників наділів, що призвело до посилення царства. В торгових операціях використовувалися бронзові монети у формі леза мотики або лопати.
Перенаселеність царства та нестача сільськогосподарських земель змушували багатьох вейців переселятися до Цінь як колоністи на вільні землі або переходити на службу цінському вану як чиновники або вояки.

## Володарі
- Вень-хоу, 403—396 роки до н. е.
- У-хоу, 396—370 роки до н. е.
- Хуей-ван, 370—319 роки до н. е.
- Сян-ван, 319—296 роки до н. е.
- Чжао-ван, 296—277 роки
- Аньсі-ван, 277—243 роки до н. е.
- Цзін-мін-ван, 243—228 роки до н. е.
- Цзя-ван, 228—225 роки до н. е.